# サンディ・ガストン
サンディ・ガストン（Sandy Gaston, 2001年12月16日 - ）は、キューバのマタンサス州マタンサス出身のプロ野球選手（投手）。右投右打。MLBのタンパベイ・レイズ傘下所属。

## 経歴
2018年11月1日、タンパベイ・レイズと契約してプロ入り。
2019年、傘下のルーキー級ガルフ・コーストリーグ・レイズでプロデビュー。11試合（先発6試合）に登板して1勝2敗、防御率6.00、31奪三振を記録した。 

## 投球スタイル
速球が武器で、16歳のときに100mph（約161km/h）を計測している。変化球ではスライダーとチェンジアップを投げる。